# Eden Prairie
Eden Prairie is een plaats (city) in de Amerikaanse staat Minnesota, en valt bestuurlijk gezien onder Hennepin County.

## Demografie
Bij de volkstelling in 2000 werd het aantal inwoners vastgesteld op 54.901.
In 2006 is het aantal inwoners door het United States Census Bureau geschat op 60.952, een stijging van 6051 (11.0%).

## Geografie
Volgens het United States Census Bureau beslaat de plaats een oppervlakte van
91,2 km², waarvan 83,9 km² land en 7,3 km² water. Eden Prairie ligt op ongeveer 243 m boven zeeniveau.

## Plaatsen in de nabije omgeving
De onderstaande figuur toont nabijgelegen plaatsen in een straal van 12 km rond Eden Prairie.